# Acnephalum dorsale
Acnephalum dorsale là một loài ruồi trong họ Asilidae. Acnephalum dorsale được Macquart miêu tả năm 1838. Loài này phân bố ở vùng nhiệt đới châu Phi.